# راندولف موس
راندولف موس (بالإنجليزية: Randolph D. Moss)‏ هو قاضي ومحامي أمريكي، ولد في 27 أبريل 1961 في سبرينغفيلد في الولايات المتحدة.